# ریش‌سیاه (مینی‌سریال)
ریش‌سیاه (به انگلیسی: Blackbeard) یک مینی‌سریال سه‌قسمتی ماجراجویی آمریکایی است که بر اساس زندگی یکی از دزدان دریایی مشهور ملقب به "ریش‌سیاه" ساخته شده و در سال ۲۰۰۶ میلادی منتشر شد.

## بازیگران
- انگوس مک‌فادین در نقش ریش‌سیاه
- ریچارد چمبرلین در نقش فرماندار
- مارک آمبرز در نقش ستوان رابرت مینارد
- جسیکا چستین در نقش شارلوت
- راشل وارد
- استیسی کیچ
- نیکلاس فارل
- دیوید وینترز
- آنتونی گرین
- دام هتراکول